# Pinokkió (film, 1940)
A Pinokkió (eredeti cím: Pinocchio) 1940-ben bemutatott amerikai rajzfilm, amely Carlo Collodi Pinokkió kalandjai című meséje alapján készült. A 2. Disney-film rendezői Hamilton Luske és Ben Sharpsteen. Az animációs játékfilm producere Walt Disney. A forgatókönyvet Ted Sears, Otto Englander, Webb Smith, William Cottrell, Joseph Sabo, Erdman Penner és Aurelius Battaglia írta, a zenéjét Leigh Harline és Ned Washington szerezte. A mozifilm a Walt Disney Productions gyártásában készült, az RKO Pictures forgalmazásában jelent meg. Műfaja zenés fantasyfilm.
Amerikában 1940. február 7-én, Magyarországon 1962. december 20-án, felújított változattal 1987. december 24-én mutatták be a mozikban, új magyar szinkronnal 2000. április 6-án adták ki VHS-en. Az InterCom által készített magyar szinkronnal 2003. május 13-án adták ki DVD-n is.

## Cselekmény
|  | Alább a cselekmény részletei következnek! |

A történetet, Tücsök Tihamér meséli el nekünk, mely egy csillagfényes éjszakán, az öreg Geppetto nevű fafaragó házában veszi kezdetét. A kis tücsök szemtanúja, amint a mester befejezi a legújabb fabábját, Pinokkiót, és kijelenti hogy nincs más kívánsága, csak hogy az, igazi kisfiú legyen.  Az éjszaka során, a Kék tündér látogat el hozzá, és teljesíti az óhaját: életre kelti Pinokkiót, és kinevezi Tücsök Tihamért a kisfiú lelkiismeretévé.
Geppetto annyira örül, hogy másnap beíratja a kisfiút iskolába, ám az úton, a ravasz Derék Rókus és Durbelle Béla,  meggyőzik hogy menjenek el Stromboli bábszínházába, Tihamér kifogása ellenére. Felléptetik Pinokkiót, és az előadásra való sikere miatt, Stromboli ketrecbe zárja a bábut. Megjelenik Tihamér, de nem tudja kiszabadítani. A tündér is felbukkan és számon kéri a fiúcskát, miért nem ment iskolába. Erre Pinokkió hazudozni kezd, és egyre csak nő az orra. Végül megígéri hogy jó lesz, és a tündér megbocsát neki, és visszaváltoztatja az orrát. Szabadon engedi, és közli vele hogy ez az utolsó alkalom hogy segített neki.
Eközben Rókus és Béla, a gonosz fuvaros emberrel egyezkedik,  aki megígéri nekik hogy rengeteg pénzt ad nekik, ha szereznek kisfiúkat, akiket elvihet a Vidám Szigetre. Útközben összefutnak Pinokkióval, és meggyőzik hogy utazzon el ő is. A szabályok nélküli szigeten, a fiúk egyre csínytalanabbak, nem sejtve semmit. Azonban Tihamér rájön a sziget titkára: A kisfiúk a rossz magatartásuk miatt, szamarakká változnak, és rabszolgálnak adják el őket később bányákban, vagy cirkuszokban. Pinokkió sikeresen megmenekül Tihamérral, ám szamár füle és farka lesz.
Hazatérés után, a duó nem talál senkit a műhelyben. Hamarosan kapnak egy levelet a tündértől, aki szerint Geppetto-t, Pinokkió keresése közben lenyelte egy bálna, Góliát. A bábú, Tihamérral együtt, apja segítségére siet, a tengerbe ugrik. Hamarosan lenyeli őt a bálna, és újraegyesül Geppetto-val. Pinokkió rájön, ha tüsszentésre kényszerítik Góliátot, kijuthatnak. A terv működik, de a dühös bálna üldözőbe veszi őket, és összetöri a tutajukat. Geppetto-t, Figaro-t, Cleo-t és Tihamért a partra mossa a tenger, de a tücsök már csak Pinokkió testét találja meg.
Otthon, Geppetto miközben gyászolja a kisfiát, az felébred és igazi fiúvá változik, mert a tündér így jutalmazta meg, mert bátornak, őszintének és önzetlennek bizonyult. Miután észreveszik hogy életben van, mindenki ünnepel. Tihamér megköszöni a tündér kedvességet, aki egy aranyéremmel jutalmazza meg őt, mely hivatalos lelkiismereti szolgálatát bizonyítja.
|  | Itt a vége a cselekmény részletezésének! |

## Szereplők
| Szereplő             | Szereplő         | Eredeti hang                                                                             | Magyar hang                        | Magyar hang                          |
| magyarul             | angolul          | Eredeti hang                                                                             | 1. magyar változat (MOKÉP, 1962)   | 2. magyar változat (InterCom, 2000)  |
| -------------------- | ---------------- | ---------------------------------------------------------------------------------------- | ---------------------------------- | ------------------------------------ |
| Tücsök Tihamér       | Jiminy Cricket   | Cliff Edwards                                                                            | Csákányi László                    | Józsa Imre Jegercsik Csaba (ének)    |
| Tücsök Tihamér       | Jiminy Cricket   | A Disney rajzfilmek szereplője, egy tücsök, Pinokkió lelkiismerete, és a film narrátora. |                                    |                                      |
| Pinokkió             | Pinocchio        | Dick Jones                                                                               | Domján Edit                        | Baradlay Viktor                      |
| Pinokkió             | Pinocchio        | Egy fekete hajú, kék szemű fabábú, akiből egy szép napon igazi kisfiú lesz.              |                                    |                                      |
| Geppetto             | Geppetto         | Christian Rub                                                                            | Kőmíves Sándor                     | Dobránszky Zoltán                    |
| Geppetto             | Geppetto         | Egy öreg fafaragó, akinek az a vágya, hogy Pinokkió fabábúból igazi kisfiú legyen.       |                                    |                                      |
| Stromboli            | Stromboli        | Charles Judels                                                                           | Domahidy László                    | Rajhona Ádám                         |
| Stromboli            | Stromboli        | Egy olasz gazdag bábszínész.                                                             |                                    |                                      |
| Derék Rókus          | Honest John      | Walter Catlett                                                                           | Agárdy Gábor                       | Harsányi Gábor                       |
| Derék Rókus          | Honest John      | Egy aljas, agyafúrt róka.                                                                |                                    |                                      |
| Kék tündér           | Blue Fairy       | Evelyn Venable                                                                           | Pap Éva                            | Kovács Nóra                          |
| Kék tündér           | Blue Fairy       | A szőke hajú, kék szemű tündér, a vágyak csillagának a hercegnője.                       |                                    |                                      |
| Vásott Vili          | Lampwick         | Frankie Darro                                                                            | Alfonzó                            | Polgár Péter                         |
| Vásott Vili          | Lampwick         | A vörös hajú vicces fiú.                                                                 |                                    |                                      |
| Fuvaros úr           | Coachman         | Charles Judels                                                                           | Erdődy Kálmán                      | Besenczi Árpád                       |
| Fuvaros úr           | Coachman         | A gazdag fuvaros ember, aki elviszi a rossz kisfiúkat a Vidám Szigetre.                  |                                    |                                      |
| Árpika               | Alexander        | Dick Jones                                                                               | Pathó István                       | Borbíró András                       |
| Árpika               | Alexander        | mellékszereplő                                                                           |                                    |                                      |
| Marionettek          | Marionettes      | Patricia Page                                                                            | Házy Erzsébet                      | Császár Réka Csifó Dorina Csuha Bori |
| Marionettek          | Marionettes      | Stromboli társulatának fabábui.                                                          |                                    |                                      |
| Karnerváli kikiáltók | Carnival Barkers | Stuart Buchanan                                                                          | Buss Gyula                         | Rudas István                         |
| Karnerváli kikiáltók | Carnival Barkers | Don Brodie                                                                               | Buss Gyula                         | Tardy Balázs                         |
| Karnerváli kikiáltók | Carnival Barkers | John McLeish                                                                             | Prókai István                      | Végh Ferenc                          |
| Karnerváli kikiáltók | Carnival Barkers | Clarence Nash                                                                            | Prókai István                      | Vizy György                          |
| Karnerváli kikiáltók | Carnival Barkers | A Vidám Sziget bemondói.                                                                 |                                    |                                      |
| Durbelle Béla        | Gideon           | Mel Blanc                                                                                | Kaló Flórián                       | saját hangján                        |
| Durbelle Béla        | Gideon           | A macska, Derék Rókus társa, kissé idióta.                                               |                                    |                                      |
| Góliát               | Monstro          | Thurl Ravenscroft                                                                        | saját hangján                      | saját hangján                        |
| Góliát               | Monstro          | Egy gonosz, félelmetes bálna, aki a tenger fenekén lakik.                                |                                    |                                      |
| Figaro               | Figaro           | Clarence Nash                                                                            | saját hangján                      | saját hangján                        |
| Figaro               | Figaro           | Geppetto cicája, aki 1940 óta került a Walt Disney 2. filmalkotásában.                   |                                    |                                      |
| Kleo                 | Cleo             | Geppetto aranyhala az akváriumban.                                                       | Geppetto aranyhala az akváriumban. | Geppetto aranyhala az akváriumban.   |

## Betétdalok
| Magyar                                                                     | Magyar                                | Magyar                                               | Angol                                     | Angol                      |
| Dal                                                                        | Előadó                                | Előadó                                               | Dal                                       | Előadó                     |
| Dal                                                                        | 1962                                  | 2000                                                 | Dal                                       | Előadó                     |
| -------------------------------------------------------------------------- | ------------------------------------- | ---------------------------------------------------- | ----------------------------------------- | -------------------------- |
| Csendes Nyári Éjszaka (1. szinkron) Csillagfény, ha égen jár (2. szinkron) | Csákányi László                       | Jegercsik Csaba                                      | When You Wish upon a Star                 | Cliff Edwards              |
| Kis fafej                                                                  | Kőmíves Sándor                        | Dobránszky Zoltán                                    | Little Wooden Head                        | Christian Rub              |
| Megsegít a lelki ismeret                                                   | Csákányi László Domján Edit           | Józsa Imre Baradlay Viktor                           | Give a Little Whistle                     | Cliff Edwards Dickie Jones |
| Színésznek lenni jó                                                        | Agárdy Gábor Domján Edit Kaló Flórián | Harsányi Gábor Baradlay Viktor                       | Hi-Diddle-Dee-Dee (An Actors Life for Me) | Walter Catlett             |
| Nem rángat senki sem                                                       | Domján Edit Házy Erzsébet             | Baradlay Viktor Császár Réka Csifó Dorina Csuha Bori | I've Got No Strings                       | Dickie Jones Mae Questel   |

## Díjak
- Oscar-díj (1941) 
  - díj: legjobb eredeti filmzene – Leigh Harline, Paul J. Smith, Ned Washington
  - díj: legjobb eredeti filmdal – Leigh Harline, Ned Washington – "When You Wish Upon a Star"

## Televíziós megjelenések
Új magyar szinkronnal az alábbi televíziókban vetítették le:
- Disney Channel